# Provincia Pathum Thani
Pathum Thani (în thailandeză ปทุมธานี) este o provincie (changwat) din Thailanda. Situată în regiunea de Centru, provincia Pathum Thani are în componența sa 7 districte (amphoe), 60 de sub-districte (tambon) și 529 de sate (muban). 
Cu o populație de 932.870 de locuitori și o suprafață totală de 1.525,9 km2, Pathum Thani este a 24-a provincie din Thailanda ca mărime după numărul populației și a 69-a după mărimea suprafeței.